# Cheneyville
Cheneyville es un pueblo ubicado en la parroquia de Rapides en el estado estadounidense de Luisiana. En el Censo de 2010 tenía una población de 625 habitantes y una densidad poblacional de 237,51 personas por km².

## Geografía
Cheneyville se encuentra ubicado en las coordenadas 31°0′40″N 92°17′24″O / 31.01111, -92.29000. Según la Oficina del Censo de los Estados Unidos, Cheneyville tiene una superficie total de 2.63 km², de la cual 2.63 km² corresponden a tierra firme y (0%) 0 km² es agua.

## Demografía
Según el censo de 2010, había 625 personas residiendo en Cheneyville. La densidad de población era de 237,51 hab./km². De los 625 habitantes, Cheneyville estaba compuesto por el 26.72% blancos, el 71.36% eran afroamericanos, el 0% eran amerindios, el 0% eran asiáticos, el 0% eran isleños del Pacífico, el 0% eran de otras razas y el 1.92% pertenecían a dos o más razas. Del total de la población el 1.6% eran hispanos o latinos de cualquier raza.